# Rock You Like a Hurricane
Rock You Like a Hurricane ist ein Song der deutschen Hard-Rock-Band Scorpions aus dem Jahr 1984. Die Musik wurde von dem Gitarristen Rudolf Schenker, der Text von dem Sänger Klaus Meine und dem Schlagzeuger Herman Rarebell geschrieben.

## Veröffentlichung
Das Lied wurde erstmals im Jahr 1984 als zweiter Titel des Albums Love at First Sting veröffentlicht. Der im selben Jahr auch als Single ausgekoppelte Song gehört seither zum festen Bestandteil von Live-Konzerten der Band, das Lied bildet zumeist den Abschluss eines Scorpions-Konzertes. Aufgrund seiner Beliebtheit und des kommerziellen Erfolges erschien Rock You Like a Hurricane auch auf zahlreichen anderen Tonträgern der Band, wie die folgende Auflistung zeigt:

### Studioversion
- 1984: Love at First Sting
- 1989: Best of Rockers ’n’ Ballads
- 1990: Hurricane Rock
- 1995: Deadly Sting
- 1997: Deadly Sting: The Mercury Years
- 1998: Master Series
- 1999: Best
- 2001: The Best of – The Millennium Collection
- 2002: Bad for Good – The Very Best of
- 2003: Essential
- 2003: Winning Combinations
- 2004: Box of Scorpions
- 2005: The Platinum Collection
- 2006: Gold
- 2011: Comeblack (Neuaufnahme)

### Andere Version
- 2000: Moment of Glory (Orchester)
- 2001: Acoustica (Akustikversion)
- 2013: MTV Unplugged – in Athens (Neu Arrangiert)

### Liveversionen
- 1985: World Wide Live
- 1998: Big City Nights
- 2009: A Night to Remember – Live in Essen (USB-Stick)

Die Scorpions führten den Song unter anderem in der am 30. November 1985 im ZDF gesendeten Ausgabe von Peters Pop Show vor einem internationalen Fernsehpublikum auf.

## Musikvideo
Im Musikvideo werden die Bandmitglieder nach einem Kälteschlaf in einer zukünftigen, dystopischen Welt wiederbelebt. Sie spielen von gierigen Fans umringt in einer Käfig-Arena.

## Rezeption
Der Song entwickelte sich zu einem der bekanntesten Rocksongs der Scorpions. Noch heute ist das Lied fester Bestandteil eines jeden Konzertes der Band weltweit, wo es meist als letztes Lied gespielt wird. Speziell in den USA wurde der Song des Öfteren in Filmen oder Fernsehserien verwendet, so z. B. in Little Nicky – Satan Junior mit Adam Sandler, Der zuckersüße Tod, Vorbilder?!, in der Simpsons-Folge Tingeltangel-Bobs Rache (Staffel 7, Folge 9), der Stranger-Things-Folge MAD MAX (Staffel 2, Folge 1) oder der The-Big-Bang-Theory-Folge Die Charlie-Brown-Gleichung (Staffel 10, Folge 15).
Der Song ist zudem Bestandteil des Rock-of-Ages Soundtrack, dort wird er von Tom Cruise und Julianne Hough gesungen. Der Fernsehsender RTL nutzte die Orchesterversion des Songs für seine Jubiläumssendungen zu seinem 25. Geburtstag und unterlegte damit die Fernsehspots zu den Sendungen.
Der Song ist Bestandteil der Computer-Spiele Guitar Hero III und Grand Theft Auto: Vice City Stories. Microsoft verwendete das Gitarrenmotiv für den Werbespot für Windows 7. MC Lars verwendete das Gitarrenmotiv in dem Song Hurricane Fresh.
Im Jahr 2008 wurde Rock You Like a Hurricane in die VH1-Top-100-Hard-Rock-Songs auf den 18. Platz gewählt. In einer Liste der besten Gitarrenriffs der 1980er Jahre des Pulse-Magazins wurde Rock You Like a Hurricane auf den 4. Platz gewählt.
Das Stück wird auch bei den Heimspielen der Fußballmannschaft von Hannover 96 regelmäßig gespielt. Bei den Spielen des NHL-Teams der Carolina Hurricanes wird der Song beim Einlaufen der Spieler gespielt. Die Orchesterversion Hurricane 2000 wird bei den Spielen des NHL-Teams Buffalo Sabres gespielt.
Der Sänger Kelly Hansen von Foreigner coverte zusammen mit dem Dokken-Gitarristen George Lynch den Song. Das australische Duo The Veronicas coverte den Song ebenfalls. Die japanische Band Galneryus coverte das Lied und veröffentlichten es 2011 auf ihrem Album Voices from the Past III. Die Band Bon Jovi coverte den Song 2011 bei ihrer Welttournee. 2013 veröffentlichte Herman Rarebell das Album Acoustic Fever, auf dem Rock You Like a Hurricane von Bobby Kimball eingesungen wurde. Johannes Strate von Revolverheld sang den Song gemeinsam mit Klaus Meine bei den Konzerten MTV Unplugged – in Athens.
Unter dem Titel Dinos wollen euch Tanzen sehen  gibt es eine Kindgerechte Version von Heavysaurus.

## Kommerzieller Erfolg

### Chartplatzierungen
Rock You Like a Hurricane erreichte Platz 25 in den Billboard Charts in den USA sowie Platz 17 in Frankreich und Platz 78 in Großbritannien.
| ChartsChartplatzierungen       | Höchstplatzierung | Wochen |
| ------------------------------ | ----------------- | ------ |
| Vereinigte Staaten (Billboard) | 25 (16 Wo.)       | 16     |
| Vereinigtes Königreich (OCC)   | 78 (2 Wo.)        | 2      |

### Auszeichnungen für Musikverkäufe
| Land/Region                  | Auszeichnungen für Musikverkäufe (Land/Region, Auszeichnung, Verkäufe) | Verkäufe |
| ---------------------------- | ---------------------------------------------------------------------- | -------- |
| Deutschland (BVMI)           | Gold                                                                   | 300.000  |
| Spanien (Promusicae)         | Gold                                                                   | 30.000   |
| Vereinigtes Königreich (BPI) | Gold                                                                   | 400.000  |
| Insgesamt                    | 3× Gold ·                                                              | 730.000  |

Hauptartikel: Scorpions/Auszeichnungen für Musikverkäufe